# Kinosternon alamosae
Kinosternon alamosae là một loài rùa trong họ Kinosternidae. Loài này được Berry & Legler mô tả khoa học đầu tiên năm 1980.